# Buckhorn State Park
Der Buckhorn State Park ist ein State Park im Juneau County im US-amerikanischen Bundesstaat Wisconsin. Er liegt auf einer Halbinsel an dem zum Castle Rock Lake aufgestauten Wisconsin River. Der Yellow River mündet westlich der Halbinsel in den Stausee. Das 2,829 km² große Schutzgebiet liegt 10 km südlich von Necedah und 15 km nordöstlich von New Lisbon.

## Fauna
Im State Park kommen am Wasser Biber, Bisamratten, Enten, Kanadagänse, Kanadareiher, Nerze, Otter und Reiher vor. An Land sind Kojoten, Schwarzbären, Truthähne und Weißwedelhirsche anzutreffen. Als Vogelarten sind Eulen, Fischadler und Habichte zu nennen.

## Flora
Im State Park kommen neben Eichen auch Astern, Bergamotten, Euphorbia corollata und Goldruten vor. Die Grasarten sind Andropogon gerardii und Sorghastrum nutans.